# Трактовые
 Трактовые  — деревня в Афанасьевском районе Кировской области в составе Ичетовкинского сельского поселения.

## География
Расположена на расстоянии примерно 3 км на запад от райцентра поселка Афанасьево.

## История
Известна с 1939 года, в 1950 году здесь находились хозяйств 32 и жителей 113. В 1989 году проживало 30 человек.

## Население
Постоянное население составляло 16 человек (русские 94 %) в 2002 году, 12 в 2010.